# Liste des communes de la région du Nord au Cameroun
Liste des communes de la région du Nord au Cameroun par départements : 21

## Bénoué
Le département de la Bénoué compte 12 communes :
- Barndaké
- Baschéo
- Bibemi
- Dembo
- Garoua Ier
- Garoua IIe
- Garoua IIIe
- Gashiga
- Lagdo
- Ngong
- Pitoa
- Touroua

## Faro
Le département du Faro compte 2 communes :
- Beka
- Poli

## Mayo-Louti
Le département du Mayo-Louti compte 3 communes :
- Figuil
- Guider
- Mayo-Oulo

## Mayo-Rey
Le département du Mayo-Rey compte 4 communes :
- Madingring
- Rey-Bouba
- Tcholliré
- Touboro